# Lista över offentlig konst i Hällefors kommun
Lista över offentlig konst i Hällefors kommun är en ofullständig lista över konst i offentliga rum, i första hand utomhusplacerade konstverk, i Hällefors kommun. Hällefors har tre större områden med offentlig konst: Mästarnas Park, Polstjärnan och Millesparken.

## Tätorten Hällefors

### Millesparken
| Titel               | Konstnär(er)  | Årtal | Beskrivning | Typ - material   | Plats Koordinater               | Bild                |
| ------------------- | ------------- | ----- | ----------- | ---------------- | ------------------------------- | ------------------- |
| Ängel med klarinett | Carl Milles   |       |             | brons            | Millesparken 59.77612, 14.53601 | Ängel med klarinett |
| Guds hand           | Carl Milles   |       |             | brons            | Millesparken 59.77521, 14.53487 | Guds hand           |
| Beethoven           | Carl Milles   |       |             | brons            | Millesparken 59.77475, 14.53441 | Beethoven           |
| Europa-huvud        | Carl Milles   |       |             | brons            | Millesparken 59.77457, 14.53428 | Europa-huvud        |
| Offerkärlek         | Anders Norman |       |             | betong och tegel | Millesparken 59.7754, 14.53414  | Offerkärlek         |
| Solkärlek           | Anders Norman |       |             | betong och tegel | Millesparken 59.77514, 14.53539 | Solkärlek           |

### Mästarnas park
| Titel                 | Konstnär(er)        | Årtal | Beskrivning | Typ - material | Plats Koordinater                 | Bild                  |
| --------------------- | ------------------- | ----- | ----------- | -------------- | --------------------------------- | --------------------- |
| Peter                 | Stig Blomberg       |       |             | brons          | Mästarnas park 59.78433, 14.51719 | Peter                 |
| Löparna               | Carl Eldh           |       |             | brons          | Mästarnas park 59.78397, 14.51791 | Löparna               |
| Ungdom                | Carl Eldh           |       |             | brons          | Mästarnas park 59.78403, 14.51813 | Ungdom                |
| Skogsråa              | Christian Eriksson  |       |             | brons          | Mästarnas park 59.78408, 14.51822 | Skogsråa              |
| Hon lyssnar på jorden | Eric Grate          |       |             | granit         | Mästarnas park 59.78401, 14.51801 | Hon lyssnar på jorden |
| Tre fåvitska jungfrur | Eric Grate          |       |             | brons          | Mästarnas park 59.78406, 14.5179  | Tre fåvitska jungfrur |
| Grodan                | Per Hasselberg      |       |             | brons          | Mästarnas park 59.78411, 14.51772 | Grodan                |
| Cessie liggande       | Bror Hjorth         |       |             |                | Mästarnas park 59.78413, 14.51799 | Cessie liggande       |
| Lyssnande kid         | Arvid Knöppel       |       |             | brons          | Mästarnas park 59.78439, 14.51828 | Lyssnande kid         |
| Katedral              | Arne Jones          |       |             | aluminium      | Mästarnas park 59.78453, 14.5176  | Katedral              |
| Bältesspännare        | Johan Peter Molin   |       |             | brons          | Mästarnas park 59.78441, 14.51713 | Bältesspännare        |
| Gustav III            | Johan Tobias Sergel |       |             | brons          | Mästarnas park 59.78444, 14.51805 | Gustav III            |

### Polstjärnan
| Titel                            | Konstnär(er)       | Årtal | Beskrivning                                                                             | Typ - material       | Plats Koordinater                                                         | Bild                             |
| -------------------------------- | ------------------ | ----- | --------------------------------------------------------------------------------------- | -------------------- | ------------------------------------------------------------------------- | -------------------------------- |
| Hästhuvud                        | Lenny Clarhäll     |       |                                                                                         | brons                | utanför Hällefors Bostads AB:s kontor, Polstjärnan 59.78836, 14.5238      | Hästhuvud                        |
| Polstjärnan                      | Lenny Clarhäll     | 1997  |                                                                                         | cortenstål           | västra infarten till området Polstjärnan 59.78917, 14.521                 | Polstjärnan                      |
| Duo                              | Liss Eriksson      |       |                                                                                         | förgylld brons       | Polstjärnan 59.78891, 14.52324                                            | Duo                              |
| Snigel                           | Ann-Sofi Färedal   |       |                                                                                         | lekskulptur - betong | Polstjärnan 59.78977, 14.522                                              | Snigel                           |
| Universum                        | Christopher Garney |       |                                                                                         |                      | Polstjärnan 59.78963, 14.52364                                            | Universum                        |
| SABO:s pris för bästa miljö 1999 | Gösta Grähs        | 1999  |                                                                                         | keramik              | vid västra infarten till området Polstjärnan 59.78893, 14.52092           | SABO:s pris för bästa miljö 1999 |
| Tecken                           | Margareta Hennix   | 1997  |                                                                                         | väggmålning          | Polstjärnan 59.79017, 14.5224                                             | Tecken                           |
| Kometen                          | Margareta Hennix   | 1997  |                                                                                         | väggmålning          | Polstjärnan 59.79021, 14.52187                                            | Kometen                          |
| Ikaros vinge                     | Hertha Hillfon     |       |                                                                                         | keramik              | Polstjärnan 59.78879, 14.52229                                            | Ikaros vinge                     |
| Sökaren                          | Hertha Hillfon     |       |                                                                                         | keramik              | Polstjärnan 59.78874, 14.52287                                            | Sökaren                          |
| Blomman                          | Hertha Hillfon     |       |                                                                                         | keramik              | Polstjärnan 59.78869, 14.52348                                            | Blomman                          |
| Solgudinnan                      | Hertha Hillfon     |       |                                                                                         | keramik              | Polstjärnan 59.78916, 14.52194                                            | Solgudinnan                      |
| Duvan                            | Hertha Hillfon     |       |                                                                                         | keramik              | Polstjärnan 59.78907, 14.52258                                            | Duvan                            |
| Mesotamisk ängel                 | Lisa Larsson       |       |                                                                                         | keramik              | Polstjärnan 59.78982, 14.52259                                            |                                  |
| Bysantinsk ängel                 | Lisa Larson        |       |                                                                                         | keramik              | Polstjärnan 59.78986, 14.52165                                            | Bysantinsk ängel                 |
| Meditation                       | Peter Linde        |       |                                                                                         | brons                | Polstjärnan 59.78963, 14.52219                                            | Meditation                       |
| Katt och ekorre                  | Aline Magnusson    |       |                                                                                         | brons                | Polstjärnan 59.78994, 14.52223                                            | Katt och ekorre                  |
| Kerub                            | Anna Molander      |       |                                                                                         | brons                | Polstjärnan 59.78945, 14.52239                                            | Kerub                            |
| Okänd titel                      | Baron Hulsart      | 2005  | Beställdes till Folkhögskolans 5-års jubileum. Ägs av Föreningen Hällefors folkhögskola | Sten och Brons       | vid torget utanför Hällefors folkhögskola, Polstjärnan 59.78864, 14.52353 |                                  |

### Tätorten Hällefors i övrigt
| Titel                | Konstnär(er)          | Årtal | Beskrivning                                                | Typ - material | Plats Koordinater                                                              | Bild                 |
| -------------------- | --------------------- | ----- | ---------------------------------------------------------- | -------------- | ------------------------------------------------------------------------------ | -------------------- |
| Ferlin               | K G Bejemark          | 1975  | Nils Ferlins huvud                                         | brons          | kvarteret Trasten, Bergslagsvägen 3 59.78339, 14.52479                         | Ferlin               |
| Fröding              | Carl Eldh             | 1909  | Byst över Gustaf Fröding                                   | byst - brons   | kvarteret Trasten, Bergslagsvägen 3 59.78329, 14.52475                         | Fröding              |
| Tjurar               | Lars Larsson          |       |                                                            |                | kvarteret Trasten koordinater saknas                                           |                      |
| Katten och fåglarna  | Anna Molander         | 1990  |                                                            |                | kvarteret Trasten, Gillersvägen 2 59.7837, 14.52578                            | Katten och fåglarna  |
| Carl Michael Bellman | Johan Tobias Sergel   |       | Relief över Carl Michael Bellman                           | relief - brons | kvarteret Trasten, Bergslagsvägen 3 59.78329, 14.52465                         | Carl Michael Bellman |
| Balansakt            | Veikko Keränen        |       |                                                            |                | Sinnenas och Minnenas Park, Stationsvägen 59.78109, 14.51974                   | Balansakt            |
| Hästar               | Aline Magnusson       |       |                                                            | brons          | Sinnenas och Minnenas Park, Stationsvägen 59.78114, 14.5202                    | Hästar               |
| Lom                  | Torsten Molander      |       |                                                            | brons          | Sinnenas och Minnenas Park, Stationsvägen 59.78198, 14.52108                   | Lom                  |
| Tall                 | Jerzy Luczak-Szewczyk | 1960  | Fontän                                                     | betong         | utanför Sikforsvägen 23 59.7843, 14.52559                                      | Tall                 |
| Ragtime              | Niklas_Göran          |       | Statyn Ragtime finns utplacerad på flera ställen i Sverige |                | utanför Hällefors Folkets hus, Sikforsvägen / Hemgårdsvägen 59.78422, 14.52284 | Ragtime              |

## Övriga kommunen

### Grythyttan
| Titel       | Konstnär(er) | Årtal | Beskrivning | Typ - material     | Plats Koordinater                                                                                       | Bild       |
| ----------- | ------------ | ----- | ----------- | ------------------ | --- | ---------- |
| Okänd titel | Okänd        |       |             | målning            | undersidan av skärmtaket framför Måltidens hus 59.70621, 14.54743                                       |            |
| Okänd titel | Okänd        |       |             | skulptur - skiffer | på gräsplanen utanför Måltidens hus 59.706, 14.54677                                                    |            |
| stele       | Okänd        |       |             |                    | vid uppfarten till Måltidens hus 59.7061, 14.546                                                        | stele      |
| utan titel  | Lars Spaak   | 1993  |             | friskulptur        | omedelbart sydväst om vägtunneln mellan Grythyttans samhälle och Måltidens hus 59.70545, 14.54472       | utan titel |
| utan titel  | Lars Spaak   | 1993  |             | friskulptur        | omedelbart nordost om vägtunneln mellan Grythyttans samhälle och Måltidens hus 59.70552, 14.54534       | utan titel |
| utan titel  | Lars Spaak   | 1993  |             | relief             | utanför vägtunnelns nordöstra mynning, mellan Grythyttans samhälle och Måltidens hus 59.70563, 14.54507 | utan titel |
| utan titel  | Lars Spaak   | 1993  |             | relief             | utanför vägtunnelns nordöstra mynning, mellan Grythyttans samhälle och Måltidens hus 59.7056, 14.54513  | utan titel |